# Ptychomitrium mucronatum
Ptychomitrium mucronatum är en bladmossart som beskrevs av W. P. Schimper och Jean Édouard Gabriel Narcisse Paris 1900. Ptychomitrium mucronatum ingår i släktet atlantmossor, och familjen Ptychomitriaceae. Inga underarter finns listade i Catalogue of Life.